# زکی المحاسنی
زکی المحاسنی متولد ۱۳۲۹ ه‍.ق در سوریه است. فارغ‌التحصیل دانشکده حقوق و مقاله‌نویس در مجلاتی مانند الهلال، الرساله، المجله، الکتاب و الادیب بود. از دانشگاه قاهره موفق به اخذ مدرک دکتری شد و در مقام وابسته فرهنگی سفارت سوریه در مصر مشغول شد. وی در سال ۱۳۹۲ ه‍.ق درگذشت.